# Kadzidłowa
Kadzidłowa – wieś w Polsce położona w województwie łódzkim, w powiecie łęczyckim, w gminie Grabów.
Wieś po raz pierwszy wymieniono w Księgach Ziemskich Łęczyckich w 1406. Należała ona do 3 pokoleń możnej rodziny z Grabowa h. Ogon. Na przełomie XIV i XV wieku do Trojana z Grabowa, który był w latach 1396–1408 podczaszym, a 1409–1419 stolnikiem łęczyckim. Po śmierci Trojana w 1419, po przeprowadzeniu podziału majątku przypadła Dadźbogowi. W jego ręku znajdowała się połowa Grabowa, Biała Góra, Byszew, Goraj, Kadzidłowa, Besiekiery, Lipno i Srebrna. Majątek miał prawdopodobnie wartość 4200 grzywien. W 1421 właściciel procesował się o granice pomiędzy Kadzidłową i Krzewatą. W 1449 przeprowadzony został podział majętności między synami Dadźboga. Starszy Mikołaj otrzymał miasto Grabów oraz wsie Ostrówek, Dębowice, młodszy Jan dostał Goraj, Byszew, Białą Górę i Kadzidłową z młynem.
Kolejnymi właścicielami wsi byli Kadzidłowscy. Piastowali oni różne stanowiska w urzędach w ziemi łęczyckiej i kujawskiej. Jednym z nich był Wojciech Kadzidłowski (1600–1666), pisarz ziemski łęczycki, sekretarz królewski wyznaczony przez Sejm w 1635 do lustracji dóbr królewskich. Został on później regentem kancelarii koronnej w czasach panowania Władysława IV. Ufundował klasztor kamedułów w Bieniszewie na Górze Pięciu Braci Polaków, w lasach koło Kazimierza Biskupiego.
M. R. Witanowski wymieniając wota zrabowane przez Francuzów z kościoła karmelitów w Kłodawie wspomina o jednym, przedstawiającym Zofię Turbowską z Kadzidłowej. Wizerunek miał pochodzić z końca XVII wieku.
W połowie XVIII wieku miała miejsce fala osadnictwa olęderskiego na tych terenach. Miejscem osiedlania jej były zazwyczaj nieużytki, pastwiska i łąki do uprawy, na które nie znajdowano chętnych. Śladem ich pobytu jest kilka cmentarzy ewangelickich, między innymi w pobliskich Osinach, Janowie i Kępinie. W okolice Kadzidłowej osadnicy przybyli po roku 1791. W 1827 – jak podaje Słownik Geograficzny Królestwa Polskiego – w Kadzidłowej było 17 domów oraz 167 mieszkańców. Po ponad pięćdziesięciu latach – 20 domów, w których mieszkało 147 mieszkańców. Ziemi ornej było 628 mórg (ok. 358 ha). Do folwarku Kadzidłowo według Towarzystwa Kredytowego Ziemskiego należały wsie Kadzidłowo, Holendry Borki, Osiny. Należała również do niego dezerta (pustka) Strzelitowo.
W latach osiemdziesiątych XIX w. majątek Kadzidłowa stał się własnością Zuzanny i Karola Koszutskich. Ich córką była Maria Koszutska. W pamięci mieszkańców Kadzidłowej pozostała „panienką z dworu”, która uczyła dzieci czytania i pisania. Na początku XX w. z obszaru majątku wydzielone zostały: Adamów, Brzezinka, Grabinka i Karolewo.
W 1912 mariawici nabyli aktem rejentalnym 12 mórg ziemi (ok. 6,7 ha) z dworem, sadem i stawami. Do kupna przyczynił się Maciej Janiszewski, który kupił od ostatniego właściciela Koszutskiego 2 włóki ziemi, z których część przekazał na rzecz parafii. We dworze urządzono kaplicę, a następnie ochronkę dla dzieci. Do parafii mariawickiej należała w początkowym okresie większość mieszkańców wsi. Mariawici imponowali pracowitością, dyscypliną, dobrą organizacją pracy, działalnością charytatywną i kulturalną. Zrzeszone w kole „Templariuszek" kobiety organizowały wystawy prac rękodzielniczych, wygłaszały w okolicznych wsiach pogadanki o żywieniu i higienie. 
Kościół parafialny Przenajświętszego Sakramentu Starokatolickiego Kościoła Mariawitów wybudowany został w 1928. Obok znajduje się dom parafialny, w którym po II wojnie światowej mieściła się szkoła. Nabożeństwa odprawiane są 17. dnia każdego miesiąca (adoracja ubłagania) oraz w niedziele o 9:00 i we wszystkie święta kościelne.
Miejscowość zamieszkuje też niewielka diaspora Kościoła Katolickiego Mariawitów (denominacji felicjanowskiej), którą opiekuje się parafia pw. Przenajświętszego Sakramentu w Zieleniewie. Mariawici felicjanowscy z Kadzidłowej odprawiają adorację ubłagania 28. dnia każdego miesiąca.
We wsi jest także rzymskokatolicka kaplica Matki Bożej Częstochowskiej – jednonawowa, z dwiema zakrystiami po bokach, prezbiterium, z murowanym chórem muzycznym. W ołtarzu głównym kopia obrazu Matki Boskiej Częstochowskiej. Po bokach znajdują się obrazy św. Józefa oraz św. Floriana (patrona strażaków). Wybudowana w latach 1986–1988 w miejscu starego kościółka drewnianego z 1932, rozbudowanego w 1937, zniszczonego w czasie II wojny światowej i odbudowanego po 1945. Był to obiekt o konstrukcji zrębowa, jednonawowy, bez wieży (jej funkcję przejęła wieżyczka miedziana). Kaplica została rozebrana w 1986 roku, a w jej miejscu wzniesiono obecną, bezstylową kaplicę murowaną. Obok niej znajduje się dom parafialny.
Co najmniej od 1930/1931 we wsi znajduje się także szkoła podstawowa. Współczesny budynek szkoły został oddany do użytku 1 września 1971.
14 czerwca 1956 do życia powołana została Ochotnicza Straż Pożarna w Kadzidłowej. Budynek remizy strażackiej oddano do użytku w 1958.
W latach 1954–1961 wieś należała i była siedzibą władz gromady Kadzidłowa, po jej zniesieniu w gromadzie Besiekiery. W latach 1975–1998 miejscowość administracyjnie należała do województwa konińskiego.